# AVNOJ
De Antifascistische Raad voor de Nationale Bevrijding van Joegoslavië, gewoonlijk afgekort als de AVNOJ (Servo-Kroatisch: Антифашистичко веће народног ослобођења Југославије/Antifašističko, v(ij)eće narodnog oslobođenja Jugoslavije, Sloveens: Antifašistični svet narodne osvoboditve Jugoslavije, Macedonisch: Антифашистичко собрание за народно ослободување на Југославија), was een overleg- en wetgevend orgaan dat ten tijde van de Tweede Wereldoorlog in november 1942 werd opgericht in Bihać in het door de as-mogendheden opgedeelde Joegoslavië. Deze raad werd opgericht door Josip Broz Tito, de leider van de Joegoslavische  partizanen, een gewapende verzetsbeweging onder leiding van de Communistische Partij van Joegoslavië om weerstand te bieden aan de bezetting.
De AVNOJ kwam opnieuw bijeen in Jajce in 1943 en in Belgrado in 1945, kort na het einde van de oorlog in Europa.
In 1944 erkenden de westerse geallieerden en de Joegoslavische regering in ballingschap de AVNOJ als de nieuwe Joegoslavische regering in plaats van die van het voormalige koninkrijk.